# Adolf Koxeder
Adolf Koxeder (Innsbruck, 9 de octubre de 1934) es un deportista austríaco que compitió en bobsleigh en las modalidades doble y cuádruple.
Participó en los Juegos Olímpicos de Innsbruck 1964, obteniendo una medalla de plata en la prueba cuádruple. Ganó una medalla en el Campeonato Mundial de Bobsleigh de 1963 y tres medallas en el Campeonato Europeo de Bobsleigh entre los años 1965 y 1967.

## Palmarés internacional
| Juegos Olímpicos   | Juegos Olímpicos             | Juegos Olímpicos  | Juegos Olímpicos |
| Año                | Lugar                        | Medalla           | Prueba           |
| ------------------ | ---------------------------- | ----------------- | ---------------- |
| 1964               | Innsbruck (Austria)          | Medalla de plata  | Cuádruple        |
| Campeonato Mundial |                              |                   |                  |
| Año                | Lugar                        | Medalla           | Prueba           |
| 1963               | Igls (Austria)               | Medalla de bronce | Cuádruple        |
| Campeonato Europeo |                              |                   |                  |
| Año                | Lugar                        | Medalla           | Prueba           |
| 1965               | Cortina d'Ampezzo (Italia)   | Medalla de oro    | Doble            |
| 1966               | Garmisch-Partenkirchen (RFA) | Medalla de oro    | Doble            |
| 1967               | Igls (Austria)               | Medalla de plata  | Cuádruple        |